# Fonds voor Ontwikkelingssamenwerking - Socialistische Solidariteit
Het  Fonds voor OntwikkelingsSamenwerking - Socialistische Solidariteit (kortweg FOS Socialistische Solidariteit) is een Belgische socialistische Noord-Zuidorganisatie actief in Vlaanderen en Brussel. 

## Geschiedenis
De organisatie ontstond in 1986 na de splitsing van de unitaire Socialistische Solidariteit / Solidarité Socialiste. 

## Structuur
Huidig algemeen-secretaris is Annuschka Vandewalle, een mandaat dat ze uitoefent sinds 1997. De hoofdzetel is gelegen op de Grasmarkt 105/46 te Brussel.
De organisatie wordt gesteund vanuit de Socialistische Gemeenschappelijke Actie (SGA) en is onder meer actief binnen de Noord-Zuid-koepelorganisatie 11.11.11. Daarnaast participeert de organisatie in Wereldmediahuis, de uitgever van onder andere het tijdschrift MO*. Haar Waals-Brusselse tegenhanger is de Solidarité socialiste FCD.